# 1997 FB2
1997 FB2 är en asteroid i huvudbältet som upptäcktes den 29 mars 1997 av Beijing Schmidt CCD Asteroid Program vid Xinglong-observatoriet.
Asteroiden har en diameter på ungefär 4 kilometer.